# Kildonan Lake
Kildonan Lake är en sjö i Kanada.   Den ligger i provinsen British Columbia, i den sydvästra delen av landet, 3 700 km väster om huvudstaden Ottawa. Kildonan Lake ligger 397 meter över havet.
I omgivningarna runt Kildonan Lake växer i huvudsak barrskog. Trakten runt Kildonan Lake är nära nog obefolkad, med mindre än två invånare per kvadratkilometer.